# Cédric Soares
Cédric Ricardo Alves Soares (* 31. August 1991 in Singen, Deutschland), kurz Cédric, ist ein portugiesischer Fußballspieler. Er spielt vorzugsweise als rechter Außenverteidiger.

## Kindheit
Cédric Soares wurde als Sohn portugiesischer Gastarbeiter der zweiten Generation im baden-württembergischen Singen geboren. Im Alter von zwei Jahren zog er mit seinen Eltern nach Portugal. In Lissabon ging er auf das deutsche Gymnasium.

## Vereinskarriere
Soares begann seine Karriere in der Jugend des portugiesischen Vereins Sporting Lissabon. In der Saison 2010/11 schaffte er den Sprung in den Profikader und wurde mit einem Vertrag bis zum 30. Juni 2014 ausgestattet. Sein erstes Pflichtspiel für Sporting Lissabon bestritt Soares am 4. November 2010 in der Europa League im Auswärtsspiel gegen KAA Gent. Es folgten in der Saison noch ein Spiel in der Europa League, eins im Pokal und zwei in der Primeira Liga. In der nächsten Saison wurde er für ein Jahr an den Ligakonkurrenten Académica de Coimbra ausgeliehen, um dort Spielpraxis zu sammeln. Dort konnte er sich als Stammspieler durchsetzen und kam zu 24 Einsätzen. Nach der Saison kehrte er zu Sporting Lissabon zurück.
Am 18. Juni 2015 wechselte Cédric  zum englischen Erstligisten FC Southampton. Er unterschrieb einen Vierjahresvertrag.
Am 26. Januar 2019 wechselte Soares auf Leihbasis für ein halbes Jahr zum italienischen Erstligisten Inter Mailand. 
Am 31. Januar 2020 wurde Soares erneut für ein halbes Jahr verliehen, diesmal an den Hauptstadtklub FC Arsenal. Vor der Saison 2020/21 unterschrieb er beim FC Arsenal einen langfristigen Vertrag. Von dort wurde er im Januar 2023 bis zum Ende der Saison 2022/23 an den Stadtrivalen FC Fulham verliehen.

## Nationalmannschaftskarriere
Cédric Soares durchlief alle Jugendauswahlmannschaften des portugiesischen Fußballverbandes. Höhepunkte waren die Teilnahme an der U-19-EM 2010 und der U-20-WM 2011. Während er mit der U-19-Auswahl in der Vorrunde scheiterte und nur zwei Spiele bestritt, erreichte er mit der U-20 das WM-Finale und absolvierte im Turnierverlauf alle sieben Spiele. Am 11. Oktober 2014 debütierte Soares im Rahmen eines Freundschaftsspiels gegen Frankreich in der A-Nationalmannschaft. Unter Nationaltrainer Fernando Santos nahm er in der Folge an der Europameisterschaft 2016 teil, bei der er in allen Spielen der K.-o.-Runde zum Einsatz kam, so auch beim 1:0-Finalsieg nach Verlängerung gegen den Gastgeber Frankreich, infolgedessen Portugal den ersten Titel der Verbandsgeschichte gewann.

## Erfolge
Nationalmannschaft
- Europameister: 2016
- U20-Vizeweltmeister: 2011

Verein
- Portugiesischer Pokalsieger: 2012, 2015
- Englischer Pokalsieger: 2020
- Englischer Supercupsieger: 2020